# Académie cévenole
Ne doit pas être confondu avec Club cévenol.
 (juillet 2019).
L'Académie cévenole est une société savante fondée à Alès, en 1988.

## Historique
Elle est créée en 1988 sous la forme d'une association loi de 1901 par d'anciens élèves du lycée Jean-Baptiste-Dumas d'Alès, réunis autour du notaire Jean-François Portal, d'André Haon et d'Henri Richter.
En avril 2011, l'Académie reçoit Jean d'Ormesson, qui signe son livre d'or.

## Objectifs
L'objectif majeur de l'Académie cévenole est, pour la région des Cévennes, de favoriser :
- la création artistique;
- la recherche concernant les Cévennes, dans tous les domaines;
- la diffusion de la connaissance sur les Cévennes et la culture cévenole.

## Caractéristiques
L'Académie cévenole est composée de 36 membres titulaires et de 36 de membres d’honneur ou associés. Elle s'intéresse à tous les domaines culturels :
- littérature,
- histoire,
- arts,
- sciences...

Pluridisciplinaire, l’Académie possède divers groupes de travail et participe à de nombreuses manifestations. Elle édite chaque année depuis 1990 des Annales. Enfin, elle est référencée sur le site du CTHS.
Elle siège au pôle culturel et scientifique de Rochebelle, à Alès.

## Organisation

### Présidents
- 1988-1992 : André Haon
- 1993 : Raymond Fossac
- 1994 : Roland Jacques
- 1995 : Jean-François Portal
- 1996 : Michel Rigal
- 1997 : Robert Courtieu
- 1998 : Daniel Pansier
- 1999 : Jacques Dardalhon
- 2000 : André Cusy
- 2001 : Serge Bruel
- 2002 : Pierre Andréani
- 2003 : Gilbert Constant
- 2004 : Jean-Claude Rives
- 2005 : Robert Bienfait
- 2006 : Jean-Marie Tuquet-Laburre[3]
- 2007 : Nicole Rieu[7]
- 2008 : Jérôme Caïa[2]
- 2009 : André Thérond[8]
- 2010 : Robert Thillier
- 2011 : Marc Brès[9]
- 2012 : Camille Lapierre[10]
- 2013-2014 : Jean-Pierre Rolley
- 2015 : Robert Thillier[11]
- 2016 : Jérôme Caïa[12]
- 2017 : Pierre Andréani
- 2018-2019 : Robert Aguillou[13]
- 2020 - 2023 : Alain Bensakoun
- depuis 2023 : Thierry Martin

### Secrétaires perpétuels
- 1989-2002[14] : André Haon[15]
- 2002-2023 : Paul Fabre
- depuis 2023 : Robert Aguillou

## Cabri d'or
L’Académie décerne par ailleurs chaque année le prix littéraire du Cabri d’or,, créé en 1983 par André Haon et Gérard Montauban. D'abord décerné par la CCI d'Alès (1984-2006), il passe sous l'égide en 2010 à l'occasion de sa refondation.
En 2010, une Association de soutien aux prix de l'Académie cévenole est créée, qui est dissoute en 2012, après la disparition du prix destiné à des élèves de l'École des mines d'Alès.
Depuis 2013, son jury est présidé par Marion Mazauric. 

### Lauréats
- 1984 : Pierre Rabhi pour Du Sahara aux Cévennes[20]
- 1985 : Simone Pesquiès-Courbier pour La Cendre et le Feu
- 1986 : Jean-Pierre Chabrol pour Contes à mi-voix
- 1987 : Hervé Ozil pour Magnaneries et vers à soie
- 1988 : Yvonne et Pierre Villaret pour Quatre siècles avec une famille cévenole
- 1989 : Jacques Durand (textes) et Alain Gas (photos) pour Cévennes
- 1990 : Roger Borderie pour Mont Aigoual
- 1991 : Roselyne Laële pour Marie du Fretma
- 1992 : Jacques Castan pour Le jardin
- 1993 : Frédérique Hébrard pour Félix, fils de Pauline
- 1994 : Michèle Gazier pour Histoire d’une femme sans histoire
- 1995 : Michel Jeury pour L'Année du certif
- 1996 : Raymonde Anna Rey pour Je ne te dirai jamais adieu
- 1997 : Jean-Claude Libourel pour Les roses d'avril
- 1998 : Bernard Pignero pour Les mêmes étoiles
- 1999 : Pierre Veyrenc pour Maria la cévenole
- 2000 : Louis Givelet pour Les gens de Serves
- 2001 : Alix Durand-Vignes pour L'école aux hortensias
- 2002 : Marie-Nicole Cappeau pour Les chemins d'orgueil
- 2003 : Ysabelle Lacamp pour L'Homme sans fusil
- 2004 : Michel Lacombe pour Les jumeaux de Malatresque
- 2005 : Patrick Cabanel pour Cévennes, un jardin d’Israël
- 2006 : Isabelle Darnas et Geneviève Durand pour Itinéraire roman en Cévennes
- 2007, 2008, 2009 : non décerné
- 2010 : Lionnel Astier pour La Nuit des Camisards
- 2011 : le Parc national des Cévennes pour l'édition de Maisons des Cévennes : architecture vernaculaire au cœur du Parc national des Cévennes
- 2012 : Michel Boissard pour Jean-Pierre Chabrol, le rebelle
- 2013 : Christian Laborie pour Les Rives blanches[21]
- 2014 : Roger Béteille pour Le chien de nuit[22]
- 2015 : Catherine Velle pour Un pas dans les nuages[23]
- 2016 : Anne Bourrel pour L'invention de la neige[24]
- 2017 : Colin Niel pour Seules les bêtes
- 2018 : Vincent Ravalec pour Sainte-Croix les Vaches[17]
- 2019 : Vanessa Bamberger pour Alto Braco[25]
- 2020 : Patrice Gain pour Le Sourire du scorpion[26]
- 2021 : Bénédicte Belpois pour Saint Jacques, ainsi que Nicole Coulomb, Jean-Noël Pelen et Daniel Travier pour Conter, chanter, raconter la tradition orale en Cévennes[27]
- 2022 : Clara Dupont-Monod pour S'adapter[28]
- 2023 : Pierre Chavagné pour La femme paradis aux éditions Le mot et le reste
- 2024 : Alain Guyard pour Ma cabane sans peine aux éditions Le Dilettante
Jean-Paul Chabrol et Frédéric Cartier-Lange pour les illustrations pour Les Cévennes et 70 dates aux éditions Alcide